# 잭 디조넷

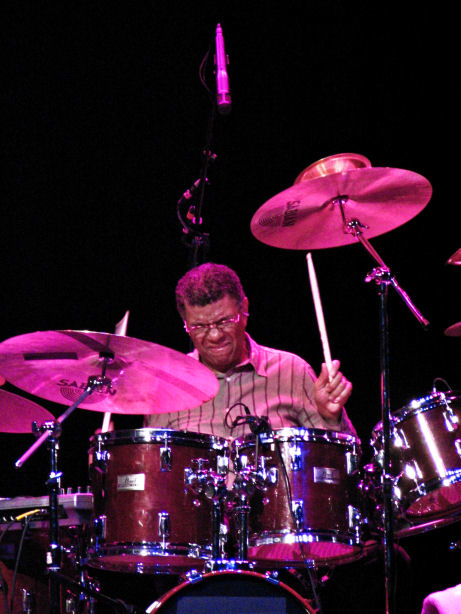

잭 디조넷(Jack DeJohnette, 1942년 8월 9일~ )은 미국의 재즈 드러머이자 작곡가이다. 20세기의 가장 영향력 있는 재즈 드러머 중 한 명이다. 마일스 데이비스, 키스 자렛, 소니 롤린스등과 함께 작업하였다.

## 음반 목록
- The DeJohnette Complex (Milestone, 1969)
- Have You Heard (Milestone, 1970)
- Sorcery (Prestige, 1974)
- Cosmic Chicken (Prestige, 1975)
- Untitled (ECM, 1976)
- Pictures (ECM, 1976)
- New Rags (ECM, 1977)